# Frumales (kommunhuvudort)
Frumales är en kommunhuvudort i Spanien.   Den ligger i provinsen Provincia de Segovia och regionen Kastilien och Leon, i den centrala delen av landet, 110 km norr om huvudstaden Madrid. Frumales ligger 820 meter över havet och antalet invånare är 172.
Terrängen runt Frumales är huvudsakligen platt. Frumales ligger nere i en dal. Runt Frumales är det glesbefolkat, med 9 invånare per kvadratkilometer. Närmaste större samhälle är Cuéllar, 10,9 km väster om Frumales. Trakten runt Frumales består till största delen av jordbruksmark.